# Lycaena tancrei
Lycaena tancrei är en fjärilsart som beskrevs av Ludwig Carl Friedrich Graeser 1888. Lycaena tancrei ingår i släktet Lycaena och familjen juvelvingar. Inga underarter finns listade i Catalogue of Life.